# الاستجابات لجائحة كوفيد-19 في أغسطس 2020
يتناول المقال الاستجابات لجائحة فيروس كورونا المستجد 2019 (كوفيد-19) في شهر أغسطس 2020.

## ردود الفعل والتدابير المتخذة في الأمم المتحدة

### 1 أغسطس
أعربت لجنة الطوارئ التابعة لمنظمة الصحة العالمية عن تقديرها لجهود منظمة الصحة العالمية وشركائها لاستجابتهم لجائحة كوفيد-19، مشيرة إلى أنه لا تلوح في الأفق حتى الآن نهاية لهذه الأزمة التي أصابت أكثر من 17 مليون شخص وأسفرت عن وفاة أكثر من 650 ألف شخص، مؤكدة أن تأثير الجائحة سيستمر لعقود.

### 3 أغسطس
اجتمعت لجنة الطوارئ التابعة لمنظمة الصحة العالمية المعنية بجائحة كوفيد-19 لمراجعة وضع الجائحة الحالي، ووصف المدير العام تيدروس أدهانوم غيبريسوس بأننا نواجه لحظة حرجة بسبب الآثار الهائلة المباشرة للوباء.
حذرت منظمة الأمم المتحدة للطفولة (اليونيسيف) في نفس اليوم من أن العواصف المدارية وفيروس كورونا يشكلان تهديدًا مزدوجًا للأطفال في أمريكا الوسطى ومنطقة البحر الكاريبي.

### 4 أغسطس
أصدر الأمين العام للأمم المتحدة أنطونيو غوتيريس توصيات لإعادة الأطفال إلى المدارس في بيان جديد لسياسة اليونسكو بعنوان التعليم خلال جائحة كوفيد-19 وما بعدها. أطلقت هذه الحملة جنبًا إلى جنب مع حملة عالمية جديدة أطلق عليها «أنقذوا المستقبل». تقدر الأمم المتحدة أن مليار طفل تأثروا بإغلاق المدارس بحلول يوليو 2020.
أطلقت الأمم المتحدة خطة للاستجابة لجائحة كوفيد-19 في الفلبين في 4 أغسطس، تهدف لتوفير دعم صحي ومساعدة إنسانية متعددة القطاعات لأولئك الموجودين في مراكز تفشي الوباء في أكبر خطة استجابة على مستوى الفلبين منذ عام 2013 عندما وضعت الأمم المتحدة خطة استجابة لإعصار هايان.

### 5 أغسطس
أكدت منظمة الصحة العالمية أن فريقًا جديدًا من خبراء الصحة البارزين في الأمم المتحدة سيسافر إلى جنوب إفريقيا للمساعدة في الاستجابة لجائحة كوفيد – 19 هناك، خصوصًا وأن جنوب إفريقيا أصبحت من بين البلدان الخمسة الأولى الأكثر تضررًا من الجائحة على مستوى العالم.

### 6 أغسطس
ناشد المدير العام لمنظمة الصحة العالمية تيدروس أدهانوم غيبريسوس في كلمة له أمام منتدى آسبن الأمني - الذي يتألف من كبار المسؤولين الحكوميين الحاليين والسابقين في الولايات المتحدة - دول العالم إلى الاتحاد في مواجهة وباء كورونا، مؤكدًا أن هناك أكثر من 18.5 مليون إصابة بالفيروس في جميع أنحاء العالم و700 ألف حالة وفاة.
أعلن برنامج الأغذية العالمي التابع للأمم المتحدة أن رحلة جوية تحمل أقنعة واقية وأجهزة تهوية صناعية وغيرها من الإمدادات الطبية الأساسية للاستجابة لفيروس كورونا قد وصلت إلى غينيا الجديدة، وبدأت في تقديم خدمة جوية إنسانية لمنطقة المحيط الهادئ.

### 7 أغسطس
أصبحت الأمريكيتان بؤرة تفشي جائحة كوفيد-19 في العالم، وفي اليوم الدولي للشعوب الأصلية في العالم أكدت مفوضية الأمم المتحدة السامية لحقوق الإنسان الحاجة إلى ضمان سيطرة السكان الأصليين في العالم على مجتمعاتهم المحلية، محذرة من تهديد خطير لفيروس كورونا على الشعوب الأصلية خصوصًا.
دعا الخبراء المستقلون في مجلس حقوق الإنسان مرة أخرى دول العالم إلى تخفيف أو رفع العقوبات للسماح للبلدان والمجتمعات المتضررة مثل كوبا وإيران والسودان وسوريا وفنزويلا واليمن للوصول إلى المساعدات والإمدادات الحيوية لمكافحة كوفيد – 19.

### 10 أغسطس
أصدرت المنظمة الدولية للهجرة وغرفة التجارة الدولية إرشادات جديدة لأصحاب العمل بشأن إجراءات حماية العمال المهاجرين.
أشار المدير العام لمنظمة الصحة العالمية إلى بوادر أمل في التغلب على هذا الوباء، مشددًا على توصيتين رئيسيتين لمنظمة الصحة العالمية، الأولى أن على قادة دول العالم اتخاذ القوانين والإجراءات المناسبة والثانية أن على المواطنين تطبيق هذه الإجراءات والالتزام بها.

### 12 أغسطس
أطلع الأمين العام أنطونيو غوتيريش مجلس الأمن التابع للأمم المتحدة على تأثير الوباء على السلام المستدام والتقدم المحرز في وقف إطلاق النار العالمي، محذرًا من أن جائحة كوفيد-19 تهدد مكاسب التنمية وبناء السلام التي تحققت بشق الأنفس ويهدد بتفاقم النزاعات أو إثارة نزاعات جديدة.

### 13 أغسطس
صرح المدير العام لمنظمة الصحة العالمية أن المهمة الرئيسية للوكالة الآن تتركز على دعم ورعاية مراكز الأبحاث التي تعمل على تطوير لقاح محتمل لفيروس كورونا من خلال تسهيل التجارب اللازمة، ثم ضمان وصول اللقاحات السريع والعادل والمنصف إلى كل دولة.

### 15 أغسطس
ناشد حفل موسيقي متلفز ومنقول على وسائل التواصل الاجتماعي رعته الأمم المتحدة القادة الإقليميين ومواطني المحيط الهادئ للاتحاد كجزء من المعركة العالمية ضد جائحة كوفيد-19.

### 18 أغسطس
حذر المدير العام لمنظمة الصحة العالمية من تخصيص اللقاحات لدول محددة، مشيرًا إلى أنه كتب إلى الدول الأعضاء في منظمة الصحة العالمية، يحثها على الانضمام إلى مشروع اللقاحات العالمية، وهو آلية لضمان الوصول العادل للقاحات لتحصين جميع البلدان.

### 20 أغسطس
حثت منظمة الصحة العالمية واليونيسف الحكومات الأفريقية على تعزيز العودة الآمنة لأطفال المدارس إلى الفصول الدراسية مع الحد من انتشار فيروس كورونا.

### 21 أغسطس
دعت منظمة الأغذية والزراعة وبرنامج الأغذية العالمي إلى عمل إنساني عاجل ومستدام في بوركينا فاسو، اعتمادًا على بيانات تظهر أن أكثر من 3 ملايين شخص يواجهون انعدامًا حادًا في الأمن الغذائي بسبب جائحة كوفيد-19 والصراعات المسلحة في البلد.
تجاوز عدد الإصابات العالمية بفيروس كورونا 22 مليون إصابة، مع 780 ألف وفاة، ومع تعرض العديد من البلدان لموجة جديدة من تفشي الوباء حثت منظمة الصحة العالمية الدول على تقييد ومنع التجمعات بسرعة، لمنع انتقال العدوى في المجتمع.

### 24 أغسطس
نشر الأمين العام للأمم المتحدة أنطونيو غوتيريش موجزًا لسياساته حول السياحة، داعيًا إلى إعادة بناء قطاع السياحة العالمي الحيوي بطريقة آمنة ومنصفة وصديقة للبيئة. حثت منظمة الصحة العالمية على زيادة الاستثمار في برنامج لقاح كوفيد-19 العالمي الذي تشارك فيه حتى الآن 172 دولة والذي يهدف إلى تقديم ملياري جرعة في عام 2021.
دق المقررون الخاصون للأمم المتحدة والخبراء المستقلون المعنيون بحقوق الإنسان ناقوس الخطر بشأن المخاطر الجسيمة وغير المبررة للإصابة بفيروس كورونا التي يواجهها المدافعون عن حقوق الإنسان المسجونون مع فترة احتجاز طويلة قبل الخضوع للمحاكمة في مصر.

### 27 أغسطس
أعلنت منظمة الصحة العالمية عن تشكيل لجنة خبراء مستقلة لفحص جوانب المعاهدة الدولية التي تحدد الاستعداد والاستجابة لحالات الطوارئ الصحية. حذر برنامج الأمم المتحدة المشترك المعني بفيروس نقص المناعة البشرية (الإيدز) في تقرير جديد بعنوان الحقوق في ظل الجائحة من أن بعض المجتمعات المهمشة في العالم قد تعرضت للعنف وانتهاكات أخرى للحقوق خلال جائحة كوفيد-19.

## ردود الفعل والتدابير المتخذة في أفريقيا

### 1 أغسطس
استأنفت الخطوط الجوية الكينية الرحلات الدولية بعد أن كانت قد علقتها في مارس بسبب جائحة فيروس كورونا.

### 3 أغسطس
ثبتت إصابة كل من وزير المالية الغامبي مامبوري نغي ووزير الطاقة فافا سانيانغ ووزيرة الزراعة آمي فابوريه بفيروس كوفيد-19، وقرروا عزل أنفسهم والعمل من المنزل، ما رفع العدد الإجمالي لوزراء الحكومة المصابين بالفيروس إلى خمسة.
أعلنت منظمة مكافحة الفساد في جنوب إفريقيا أنها تحقق في مخالفات في العديد من جوانب تعامل الحكومة مع جائحة فيروس كورونا، وسط مخاوف من حصول كبار المسؤولين على أموال طائلة من المساعدات المالية.

### 4 أغسطس
أعلن رئيس بلدية منطقة كانيفينغ في غامبيا إصابته بفيروس كورونا، ونقل إلى المستشفى لتلقي العلاج، ليكون بذلك سادس سياسي كبير في البلاد يصاب بالفيروس.
أعلنت شركة الطيران النيجيرية الخاصة إير بيس عن خفض رواتب موظفيها، وأن حوالي 70 طيارًا سرحوا من العمل بسبب تأثير جائحة كوفيد-19 على الرحلات الجوية.
تسلم نائب رئيس زيمبابوي كونستانتينو تشيوينغا وزارة الصحة في البلاد، بعد إقالة الوزير السابق أوباديياه مويو بعد مزاعم فساد تتعلق بتعامل الحكومة مع جائحة فيروس كورونا.

### 5 أغسطس
أعلن الرئيس الغامبي أداما بارو حالة الطوارئ في البلاد بسبب الارتفاع الكبير في عدد الإصابات بفيروس كورونا، وأغلق الحدود البرية والبحرية والجوية للبلاد أمام الجميع باستثناء الموظفين الدبلوماسيين والسائقين الأساسيين، وأغلق المدارس ودور العبادة، على الرغم من السماح بإعادة فتح الأعمال التجارية الأساسية، وفرض حظر تجول ليلي لمدة ثلاثة أسابيع لمحاولة تقليل انتشار الفيروس.

### 6 أغسطس
صرح وزير الطيران النيجيري هادي سيريكا أنه سيسمح باستئناف الرحلات الجوية التجارية الدولية من وإلى البلاد في غضون أسابيع بدلًا من شهور.
أعلن رئيس جنوب إفريقيا سيريل رامافوزا أنه سيعين لجنة للتحقيق في الفساد المزعوم المرتبط بتعامل الحكومة مع جائحة فيروس كورونا، وكذلك الأمر بالنسبة للشركات التي تزود معدات الحماية الشخصية.

### 7 أغسطس
أعلن اتحاد الرغبي في جنوب إفريقيا أنه قد منح الموافقة على الدورات التدريبية والمباريات، وبالتالي كان المنظمون يخططون لاستئناف البطولات في سبتمبر.

### 8 أغسطس
أعلنت الحكومة الجزائرية عن تخفيف إضافي لقيود الإغلاق المفروضة بسبب فيروس كورونا، مع رفع الحظر المفروض على السفر غير الضروري في معظم أنحاء البلاد حتى نهاية الشهر، مع تقصير حظر التجول الليلي، وسُمح للمساجد التي تتسع لأكثر من 1000 شخص بإعادة فتحها اعتبارًا من 15 أغسطس.
صرح الرئيس الكيني أوهورو كينياتا أن القطاع السياحي في البلاد مستعد لاستقبال كل من المسافرين المحليين والدوليين، وحث الكينيين على السفر من أجل الحد من العواقب الاقتصادية لجائحة كوفيد-19.

### 9 أغسطس
أعلنت السلطات في ملاوي أنها ستجبر الحانات وأماكن العبادة على الإغلاق لإبطاء الانتشار المتزايد لفيروس كورونا في البلاد، وستكون أقنعة الوجه إلزامية أيضًا في جميع الأماكن العامة وستقتصر التجمعات على عشرة أشخاص فما دون. صرح المدعي العام أنه سيخصص ضباط شرطة لضمان امتثال الجمهور للقيود الجديدة.

### 13 أغسطس
أعلنت المراكز الأفريقية لمكافحة الأمراض والوقاية منها أن سبع دول هي: الكاميرون وليبيريا والمغرب ونيجيريا وسيراليون وزامبيا وزيمبابوي ستبدأ في اختبارات الأجسام المضادة لكوفيد-19 لفهم مدى انتشار فيروس كورونا في جميع أنحاء القارة.

## ردود الأفعال والتدابير في الأمريكتين

### 1 أغسطس
أطلق المسؤولون الصحيون في العاصمة الكوستاريكية، سان خوسيه، فريق مختبر متنقل إلى الحدود بين كوستاريكا ونيكاراغوا لتقديم اختبارات كوفيد 19 مجانية للمهاجرين العالقين عند الحدود بعد إعلان حكومة نيكاراغوا عن منعها لدخول أي شخص عاجز عن تقديم دليل بنتيجة سلبية لإصابته بالمرض.
أمرت حاكمة إقليم بورتوريكو، واندا فازكويز غارسيد، بتمديد فترة تطبيق القيود المفروضة للسيطرة على انتشار جائحة فيروس كورونا المستجد، مع استمرار غلق دور العرض، والبارات، وقاعات التمرين حتى يوم 15 أغسطس على الأقل، وإغلاق الشواطئ أمام الناس الذين لا يمارسون التمرينات الرياضية بشكل يومي باستثناء يوم الأحد. ظل قانون حظر التجول ليلًا في بورتوريكو ساريًا مع منع كافة التجمعات الاجتماعية الكبيرة؛ وصرحت السلطات أيضًا أن كل من سيرفض ارتداء قناع الوجه في الأماكن العامة سيُعرض نفسه للملاحقة القضائية.
صرحت الشركة الأمريكية للتقنية غوغل عن بدء التجارب لتقنيات تتبع المخالطين، التي طورتها الشركة، في عشرين ولايةً وإقليمًا أمريكيًا، مع استخدام 16 دولةً لتطبيق «إشعارات التعرض» الذي طورته شركة غوغل بالاشتراك مع شركة أبل.

### 2 أغسطس
صرح رئيس موظفي البيت الأبيض، مارك ميدوز، أنه لم يكن متفائلًا من وصول الساسة الأمريكيين إلى اتفاق في المستقبل القريب بشأن تشريع آخر بغرض تخفيف الأعباء الاقتصادية على العائلات والأعمال التجارية المتأثرة بالجائحة.

### 3 أغسطس
كانت نتائج اختبار كوفيد 19 إيجابيةً لرئيس موظفي الرئاسة البرازيلية، فالتر سوزا براغا نيتو، وطبق العزل الذاتي على نفسه وعمل من المنزل، ليصبح بذلك سابع مسؤول حكومي يصاب بالفيروس.
مدت السلطات في دولة هندوراس حظر التجول المُطبق بسبب فيروس كورونا المستجد لمدة أسبوع آخر، ومن المخطط أن ينتهي هذا الحظر في يوم 9 أغسطس؛ بسبب الزيادة في معدلات الإصابة محليًا ودوليًا.
وفي الولايات المتحدة، نظم المسؤولون في أكثر من 30 منطقةً مدرسيةً احتجاجات ضد الخطط الأمريكية لإعادة فتح المدارس بشكل كامل مع نهاية عطلة الصيف بسبب الزيادة في أعداد حالات فيروس كورونا المستجد في البلاد؛ وحث المسؤولون الحكومة على إعادة النظر في هذه الخطط والسماح فقط لإقامة الدروس بشكل افتراضي حتى يتوفر دليل علمي حقيقي يدعم إعادة فتح المدارس بشكل فعلي، مع تطبيق العديد من تدابير السلامة مثل ارتداء أقنعة الوجه والدراسة داخل فصول أصغر.

### 4 أغسطس
كانت نتائج اختبار كوفيد 19 إيجابيةً للأمين العام للرئاسة البرازيلية، جورجي دي أوليفيرا فرانسيسكو، وبالتالي سيبدأ العمل من منزله، ليصبح بذلك ثامن مسؤول حكومي يصاب بالفيروس.
أعلنت الولايات المتحدة عن بدء المرحلة الأخيرة من التجارب السريرية لأحد العلاجات المحتملة بالأجسام المضادة بالإضافة إلى العديد من الأدوية التجريبية المستخدمة في علاج مرضى كوفيد 19 في المراحل المتوسطة، والمطورة بواسطة شراكة بين شركة أب سيليرا الكندية للتقنية الحيوية وشركة إيلي ليلي وشركائه الأمريكية.

### 5 أغسطس
أعلنت وزيرة التأمينات الكندية أنيتا أناند عن وصول الحكومة إلى اتفاقية مع شركتي الأدوية الأمريكيتين؛ فايزر وموديرنا، لتأمين الحصول على ملايين الجرعات من لقاحات كوفيد 19 المحتملة؛ صرحت أناند أيضًا عن مفاوضات جارية مع شركات أخرى محلية ودولية.
وفي الولايات المتحدة، أظهرت البيانات من تقرير التوظيف الوطني لشركة ADP تعيين 170 ألف موظف فقط في الشركات الخاصة خلال شهر يوليو، ما يشير إلى تباين شديد مقارنةً بعدد التوظيف في شهر يونيو الذي وصل إلى 4 ملايين موظف، وتقترح هذه البيانات أيضًا انخفاض عدد التوظيف بنحو 13 مليون موظف في الولايات المتحدة عنه في شهر فبراير، وكان هذا بسبب التأثير الاقتصادي لجائحة فيروس كورونا المستجد بصورة مباشرة.
أعلن اتحاد معلمي شيكاغو عن عدم إعادة فتح المدارس بشكل فعلي بعد العطلة الصيفية في شهر سبتمبر، مع تقديم الدروس عبر الإنترنت لمنع انتقال فيروس كورونا المستجد.
أعلن بيل دي بلازيو، عمدة نيويورك، عن إقامة نقاط تفتيش لفيروس كورونا المستجد عند المداخل الكبرى لمدينة نيويورك للتأكد من بقاء الوافدين إلى المدينة، الذين يُعتقد أن لديهم مستويات غير آمنة من انتقال الفيروس، في الحجر الصحي لمدة أسبوعين، مع فرض غرامات تصل إلى 10 آلاف دولار أمريكي لكل من يُقبض عليه محاولًا اختراق الحدود.

### 6 أغسطس
حكمت المحكمة الفيدرالية العليا في البرازيل أن الرئيس جايير بولسونارو يجب أن يفرض بعض التدابير لمنع انتشار فيروس كورونا المستجد بين المجتمعات الأصلية في الدولة، والمعروف عنها بشكل واسع أنها مُعرضة بشكل كبير للإصابة بحالات شديدة من مرض كوفيد 19. حصلت الحكومة على مهلة 30 يومًا لتطبيق التدابير المناسبة، ويجب أن تتضمن هذه التدابير إقامة حواجز لمنع دخول غير المقيمين إلى الأراضي القبلية.
صرح الرئيس الأمريكي، دونالد ترامب، أنه من المحتمل أن تحصل الولايات المتحدة على لقاح كوفيد 19 بحلول يوم 3 نوفمبر، وهو يوم الانتخابات الرئاسية الأمريكية لعام 2020.
أُصيب مايك ديواين، حاكم ولاية أوهايو، إصابةً إيجابيةً بكوفيد 19، وبالتالي سيلتزم بالعزل الذاتي والعمل من منزله في مدينة سيدارفيل.
رفعت وزارة الخارجية الأمريكية التوجيه الصحي من المستوى العالمي الرابع، والذي وجه المواطنين بتجنب السفر الدولي غير الضروري، وذلك اعتمادًا على بيانات مراكز السيطرة على الأمراض والوقاية منها (CDC).

### 7 أغسطس
أعلن الرئيس البرازيلي جايير بولسونارو عن تخصيص مبلغ 1.9 مليار ريال برازيلي، ما يعادل 356 مليون دولار أمريكي، لتطوير لقاح محتمل لكوفيد 19 بواسطة جامعة أكسفورد وشركة أسترا زينيكا، مع تصريح وزير الصحة البرازيلي إدواردو بازويو أن اللقاح يمكن أن يكون جاهزًا بحلول شهر ديسمبر.
أعلن حاكم ولاية نيويورك، أندرو كومو، عن إعادة فتح مدارس الولاية بشكل كامل بعد عطلة الصيف بسبب تراجع أعداد حالات فيروس كورونا المستجد، ولكن ستظل الدروس الافتراضية قائمةً.

### 9 أغسطس
حثت المديرة التنفيذية لمنظمة أوكسفام في البرازيل، كاتيا مايا، السلطات المحلية والدولية على التحقيق في عدد حالات الوفاة المسجلة بسبب فيروس كورونا المستجد، والذي تخطى مئة ألف حالة في يوم 8 أغسطس، بالإضافة إلى الفشل الملحوظ للرئيس جايير بولسونارو ومسؤولين حكوميين آخرين في التعامل مع الجائحة.

### 10 أغسطس
مد الرئيس الفنزويلي المُتنازَع عليه، نيكولاس مادورو، حالة الإنذار المفروضة على الدولة لمدة 30 يومًا إضافيًا في محاولة للإبطاء من انتشار فيروس كورونا المستجد

### 11 أغسطس
كشف المسؤولون الصحيون في ولاية بارانا البرازيلية عن مفاوضات جارية مع السلطات الروسية ليتمكنوا من إنتاج اللقاح المحتمل لكوفيد 19، والذي وافقت عليه هيئة تنظيم الدواء بالدولة الروسية. التقى حاكم ولاية بارانا، راتينيو جونيو، السفير الروسي للبرازيل في يوم 12 أغسطس لمناقشة هذه الاقتراحات.
أعلن وزير الخارجية المكسيكي، مارسيلو إبرارد، عن بدء المرحلة الأخيرة من التجارب السريرية لثلاثة لقاحات محتملة ومختلفة لكوفيد 19، والمطورة بواسطة الشركة الأمريكية جونسون آند جونسون، والشركتين الصينيتين كانسينو بيولوجيكس ووالفاكس بيوتكنولوجي، بهدف تأمين الحصول على جرعات من اللقاح في النهاية فور نشر نتائج هذه التجارب.
وفي الولاية الأمريكية جورجيا، أعلنت منطقة مدارس مقاطعة شيروكي عن توجيه أكثر من 800 طالب و40 موظفًا بالدخول في فترة حجر صحي بسبب احتمالية الإصابة بكوفيد 19.
كشفت السلطات الصحية بالولايات المتحدة عن الوصول إلى اتفاق مع شركة موديرنا للتقنية الحيوية لضمان الحصول على مئة مليون جرعة من اللقاح المحتمل لكوفيد 19 الخاص بالشركة، بتكلفة تصل إلى 1.5 مليار دولار أمريكي.

### 12 أغسطس
وصل المسؤولون الصحيون في ولاية بارانا البرازيلية إلى اتفاق لإنتاج اللقاح المطور بواسطة الباحثين الروس، والذي وافقت عليه هيئة تنظيم الدواء الروسية، بالرغم من المخاوف العالمية حول سلامة وفاعلية هذا اللقاح.
أعلن رئيس دولة بيرو، مارتن فيزكارا، عن فرض إغلاق كامل للبلاد مرةً أخرى خلال أيام الأحد من كل أسبوع، بالإضافة إلى حظر التجمعات العائلية بسبب تصاعد أعداد حالات الإصابة بفيروس كورونا المستجد.

### 13 أغسطس
أعلن كل من الرئيس الأرجنتيني ألبرتو فرنانديز ووزير الخارجية المكسيكي مارسيلو إبرارد أن الدولتين ستنتجان 150 مليون جرعة من لقاح كوفيد 19 الذي تطوره شركة الأدوية البريطانية، أسترا زينيكا، بغرض تزويد جميع دول أمريكا اللاتينية باللقاح، باستثناء دولة البرازيل؛ كشف إبرارد لاحقًا أن عدد الجرعات يمكن أن يرتفع إلى 250 مليون جرعة.
أعلنت وزيرة الطاقة المكسيكية، روسيو نالي غارسيا، أنها ستستمر في العمل من المنزل والعزل الذاتي بعد التأكد من إصابتها الإيجابية بكوفيد 19.
وفي الولايات المتحدة، دعا المرشح الرئاسي الديمقراطي، جو بايدن، حكام الولايات إلى فرض تشريع يُلزم بارتداء أقنعة الوجه في جميع الأماكن، وصرح أن جميع المواطنين الأمريكيين يجب أن يرتدوا الأقنعة في جميع الأماكن الخارجية خلال الأشهر الثلاثة المقبلة على الأقل.

## ردود الأفعال والتدابير في الشرق الأوسط

### 1 أغسطس
حظرت الإدارة العامة للطيران المدني بالكويت الرحلات الجوية التجارية إلى أكثر من 30 دولةً من الدول التي تعتبرها السلطات ذات مستويات غير آمنة من انتقال فيروس كورونا المستجد. تضمنت الدول التي عُلقت الرحلات الجوية إليها البرازيل، والصين، ومصر، والهند، وإسبانيا.

### 2 أغسطس
علقت هيئة الطيران المدني العراقية جميع الرحلات الجوية بين العراق وتركيا بعد تصاعد في أعداد الإصابات بفيروس كورونا المستجد في تركيا.

### 5 أغسطس
أعلنت السلطات في عمان عن رفع الحظر على السفر المحلي بين المحافظات العمانية في يوم 8 أغسطس بعد أن فُرض في البداية للسيطرة على الانتقال المحتمل لفيروس كورونا المستجد خلال الاحتفال الإسلامي بعيد الأضحى. سيُخفض حظر التجول المفروض بالبلاد أيضًا لمدة أسبوع، ولكن ستظل جميع القيود المفروضة على محافظة ظفار قائمةً.

### 8 أغسطس
أُعيد فتح المدارس في قطاع غزة مع تطبيق قوانين صارمة حول النظافة الشخصية؛ صرحت وزارة التعليم عن تقليل عدد الحصص الدراسية إلى أربع حصص في اليوم فقط مع تقديم المدارس لدروس التربية العلاجية فقط في البداية.

### 11 أغسطس
أُعيد فتح الحدود بين غزة ومصر مؤقتًا في عدد من المعابر المحدودة بعد أن كانت مغلقةً منذ شهر مارس. أعلن المتحدث الرسمي لوزارة الداخلية الفلسطينية عن السماح للمواطنين الفلسطينيين الذين يملكون جوازات سفر أجنبية وتصاريح إقامة، أو ذوي الاحتياجات الطبية العاجلة، بمغادرة قطاع غزة.

### 12 أغسطس
أعلنت وزارة الداخلية الأردنية عن إغلاق المعبر الحدودي البري الوحيد مع سوريا لمدة أسبوع بدءًا من يوم 13 أغسطس.

### 13 أغسطس
أعلنت الحكومة الكويتية أن الدولة ستنتقل إلى المرحلة الرابعة من إعادة الفتح بعد جائحة فيروس كورونا المستجد في يوم 18 أغسطس، مع السماح بإعادة فتح الأعمال التجارية غير الضرورية بما يشمل قاعات التمرين وصالونات التجميل، ولكن سيظل حظر التجول الليلي ساريًا؛ سيُسمح أيضًا باستئناف المباريات الرياضية من يوم 15 أغسطس دون حضور مشاهدين.

## ردود الفعل والتدابير في أوروبا

### 1 أغسطس
بدأت السلطات الفرنسية بإجراء اختبارات كوفيد-19 للمسافرين القادمين من البلدان التي يُعتقد أنها معرضة لخطر أكبر لانتشار فيروس كورونا فيها، وذلك ضمن ستة عشر مركزًا من مراكز النقل الدولية الرئيسية في البلاد بعد إعلان رئيس الوزراء جان كاستيكس عن الإجراء في شهر يوليو، مع مطالبة أي شخص أثبت اختبار كوفيد-19 إصابته بالفيروس بدخول الحجر الصحي الإلزامي لمدة أسبوعين، بينما يُعفى المسافرون الذين أثبتوا إجراءهم الاختبار خلال الأيام الثلاثة السابقة وجاءت نتيجة اختبارهم سالبةً.
استؤنفت الرحلات الجوية الدولية من روسيا وإليها في مطار شيريميتييفو الدولي في موسكو، وأعيد فتح دور السينما مع تخفيض عدد الحضور المسموح به في جميع أنحاء البلاد ضمن سياسة التخفيف من القيود المفروضة بسبب فيروس كورونا؛ طُلب من العملاء في دور السينما الحفاظ على التباعد الاجتماعي مع قياس درجات الحرارة عند وصولهم.
كشف وزير الصحة الروسي ميخائيل موراشكو عن خطط حكومية لتنفيذ حملة تلقيح واسعة النطاق ضد كوفيد-19 في أكتوبر، وأكد إعطاء الأولوية في الحملة للعاملين في قطاعي الرعاية الصحية والتعليم ليكونوا بذلك أول من يحصل على اللقاح.
في المملكة المتحدة، انتهى عزل الأفراد المصنفين ضمن الفئات المعرضة لخطر الإصابة الأكبر في إنجلترا واسكتلندا وأيرلندا الشمالية، ما مكّن تلك الفئات المعزولة سابقًا من العودة إلى العمل، لكن مع شطب أسمائهم من قوائم الحكومة الخاصة بتوزيع الطرود الغذائية والأدوية. أعلن رئيس الوزراء البريطاني بوريس جونسون أيضًا تأجيل عملية تخفيف قيود فيروس كورونا المقرر إجراؤها ضمن عطلة نهاية الأسبوع إلى تاريخ 15 أغسطس على أقل تقدير بعد ارتفاع معدلات الإصابة في العديد من مناطق البلاد، مع استمرار إغلاق الكازينوهات وصالات البولينج وصالونات العناية بالبشرة ومراكز الترفيه داخل الأبنية.

### 2 أغسطس
أعلنت وزارة الصحة القبرصية إلزام جميع المسافرين القادمين من اليونان بدءًا من 5 أغسطس بإجراء اختبار كوفيد-19 إن لم يقدموا دليلًا على إجرائهم اختبارًا ذا نتيجة سالبة خلال الأيام الثلاثة التي سبقت وصولهم، وذلك عقب ارتفاع معدلات الإصابة في اليونان.
أعلنت السلطات الفرنسية أنها ستطلب من قادة الاتحاد الأوروبي فرض عقوبات مالية من صندوق الاتحاد الأوروبي للتعافي من آثار جائحة فيروس كورونا على أي دولة عضو تقوّض حقوق الإنسان الأساسية.
في المملكة المتحدة، أعلنت هيئة مانشستر الكبرى المشتركة حالة (الحادث الكبير) في جميع أنحاء المقاطعة عقب إعلان الحكومة البريطانية تشديد قيود فيروس كورونا في المنطقة. بررت السلطات لاحقًا إعلان (الحادث الكبير) بحجة تمكين المنظمات الرئيسية من الوصول إلى الموارد ومن ثم الحد من انتشار الفيروس.

### 3 أغسطس
أعلنت السلطات الصحية في مدينتي ليل ونيس الفرنسيتين إلزام جميع المواطنين بارتداء أقنعة الوجه في كافة الأماكن المغلقة وعند الخروج في الهواء الطلق، في محاولة لخفض معدل انتشار فيروس كورونا؛ ذكرت الشرطة في ليل أن أي شخص يُقبض عليه لمخالفة القواعد الخاصة بأقنعة الوجه سيُعاقب بغرامة قدرها 135 يورو. حثّ رئيس الوزراء الفرنسي جان كاستيكس عامة الشعب على توخي الحذر، قائلًا إن «الفيروس لا يأخذ استراحة أو عطلة، ونحن بدورنا لن نرتاح أيضًا».
أعيد فتح المدارس في ولاية مكلنبورغ-فوربومرن الألمانية دون الحاجة إلى ارتداء الطلاب لأقنعة الوجه، رغم دعوات وزيرة التعليم آنيا كارليشك إلى مثل هذا الإجراء.
أعلنت السلطات اليونانية إلزام ركاب السفن بارتداء أقنعة الوجه في الأماكن المفتوحة حتى 18 أغسطس بعد زيادة عدد الإصابات في البلاد.
صرح وزير الصحة البولندي لوكاس شوموفسكي أن ضباط إنفاذ القانون سيجرون عمليات تفتيش في المتاجر للتأكد من امتثالها للقيود الحكومية المتعلقة بكوفيد-19.
أعلن وزير الصحة النرويجي بنت هويي منع السفن السياحية التي تحمل أكثر من 100 راكب من الرسو في الموانئ النرويجية لمدة أسبوعين، بعد أن ثبتت إصابة أكثر من 40 شخصًا من الركاب وأفراد الطاقم على متن السفينة إم إس رولد أموندسن. أكد الوزير عدم تطبيق القيود الجديدة على شركات العبارات المحلية والدولية. أعلنت شركة هيرتغروتن المالكة لسفينة رولد أموندسن تعليق جميع رحلات الشركة البحرية حتى إشعار آخر.

### 4 أغسطس
أعلنت السلطات الصحية البلغارية السماح بعودة الجماهير إلى الملاعب الرياضية على أن تشغل أقل من نصف سعة الملعب عند استئناف مباريات الدرجة الأولى من دوري كرة القدم للمحترفين في 7 أغسطس.
أعلن الرئيس الفرنسي إيمانويل ماكرون تقديم مكافأة قدرها 500 يورو للعاملين في دور الرعاية في فرنسا للتعبير عن الامتنان لدورهم في مكافحة جائحة فيروس كورونا. بلغت قيمة الحزمة الإجمالية 160 مليار يورو، موّلت الحكومة الوطنية نصفها بينما موّلت الحكومات المحلية النصف الآخر.
ألغت الحكومة الألمانية التحذيرات التي نصحت بعدم السفر إلى المناطق الساحلية التركية في أنطاليا وأيدين وإزمير وموغلا.
أجّل التاوسيتش الأيرلندي ميشيل مارتن دخول البلاد في المرحلة الرابعة من رفع القيود الناجمة عن جائحة فيروس كورونا لمدة ثلاثة أسابيع، ما عنى بدوره استمرار إغلاق الحانات والكازينوهات، وعدم إجراء أي تعديلات على القيود المفروضة على حجم التجمعات حسب الخطط الحكومية.
أعلنت وزارة الداخلية التركية تطبيق قوانين التفتيش والتنفيذ الجديدة فوريًا ضمن ما يزيد عن 80 محافظة من محافظات البلاد لضمان امتثال الشعب والشركات للقيود المفروضة بسبب فيروس كورونا، وذلك عقب الارتفاع الأخير في عدد الإصابات. نوّهت السلطات باحتمالية تطبيق قيود أكثر صرامةً في العاصمة أنقرة لإبطاء انتشار الفيروس فيها.

### 5 أغسطس
نصحت وزارة الخارجية الألمانية بإلغاء الرحلات غير الضرورية إلى مقاطعة أنتفيرب البلجيكية، بعد أن صنفتها كمنطقة عالية الخطورة، وطلبت من جميع المسافرين العائدين منها إلى ألمانيا الخضوع للحجر الصحي لمدة 14 يومًا.
فرضت السلطات الصحية في العاصمة الهولندية أمستردام ارتداء أقنعة الوجه في العديد من الأماكن المفتوحة الشهيرة في المدينة، مثل منطقة دي فالين المعروفة كإحدى مناطق الضوء الأحمر.
كشفت بيانات هيئة الإحصاء السويدية عن حدوث انكماش في الناتج المحلي الإجمالي للبلاد بنسبة 8.6٪ في الربع الثاني من عام 2020؛ أكبر انخفاض منذ عام 1980.
أضافت السلطات الصحية في سويسرا جزر البهاما وغينيا الاستوائية ورومانيا وساو تومي وبرينسيبي وسنغافورة والبر الرئيسي لإسبانيا إلى قائمة البلدان ذات المستويات غير الآمنة من انتشار فيروس كورونا، وعليه أُلزم جميع المسافرين العائدين إلى سويسرا اعتبارًا من 8 أغسطس بالخضوع للحجر الصحي. أزيلت أذربيجان وروسيا والإمارات العربية المتحدة من القائمة، ووُسعت قائمة الفئات السكانية المعرضة لخطر أكبر لتشمل النساء الحوامل، الذين نُصحوا أيضًا بتجنب الاختلاط الوثيق المطول مع أشخاص خارج أسرتهم.
أعادت الوزيرة الأولى لاسكتلندا نيكولا ستارجن فرض العديد من قيود الإغلاق ضمن مدينة أبردين بعد زيادة الإصابات المرتبطة بالحياة الليلية في المدينة، لتصدر تعليمات بإغلاق المطاعم والحانات فوريًا. نصحت السلطات بإلغاء الرحلات غير الضرورية، إضافةً إلى منع السكان من زيارة منازل أخرى؛ مع تحديد موعد 12 أغسطس لمراجعة فعالية الإجراءات وتمديدها إذا لزم الأمر.

### 6 أغسطس
نفى وزير الصحة الدنماركي ماغنوس هيونيكه رفع الحظر المفروض على التجمعات بعد الارتفاع الأخير في الإصابات الجديدة في جميع أنحاء البلاد، مستندًا في قراره هذا إلى نصيحة معهد ستاتينز سيروم.
نفى رئيس الوزراء الهولندي مارك روته نية السلطات فرض إغلاق ثاني بسبب فيروس كورونا رغم ارتفاع معدلات الإصابة في أجزاء عدة من البلاد، وحثّ السائحين على تجنب المناطق المزدحمة في العاصمة أمستردام، مُشجعًا الجميع على الالتزام بالتباعد الاجتماعي.
نصحت السلطات النرويجية بإلغاء الرحلات غير الضرورية إلى جمهورية التشيك وفرنسا وموناكو وسويسرا بسبب ارتفاع حالات الإصابة بفيروس كورونا في تلك المناطق، ومن ثم طالبت جميع المسافرين العائدين من تلك البلدان إلى النرويج بالدخول في الحجر الصحي الإلزامي لمدة 10 أيام. أعلن وزير الصحة بنت هويي تطبيق الإجراءات ذاتها على مقاطعتي اسكونه وكرونوبري السويديتين، إلى جانب إزالة مقاطعات دالرناس وسودرمانلاند وأوبسالا ووستربوتن السويدية من قائمة المناطق الخطرة.
أعلن وزير النقل البريطاني غرانت شابس شطب أسماء كل من أندورا وجزر الباهاما وبلجيكا من القائمة الحكومية للدول الآمنة بسبب ارتفاع معدلات الإصابة فيها، وعليه طُلب من جميع المسافرين العائدين من تلك البلدان إلى المملكة المتحدة عزل أنفسهم لمدة 14 يومًا. أعلن شابس في سياق متصل أن المسافرين العائدين من بروناي وماليزيا لن يضطروا بعد الآن إلى عزل أنفسهم.
أجلت الوزيرة الأولى لأيرلندا الشمالية أرلين فوستر إعادة فتح الحانات إلى «موعد تقريبي» في تاريخ 1 سبتمبر وفرضت ارتداء أقنعة الوجه في المتاجر بدءًا من 10 أغسطس، عقب ارتفاع عدد التكاثر الأساسي فوق 1، وأكدت فوستر أيضًا فتح جميع المدارس في أيرلندا الشمالية في بداية سبتمبر بعد العطلة الصيفية.
أعلن منظمو ماراثون لندن 2020 اقتصار المشاركين في الحدث على نخبة من العدائين والمتسابقين على الكراسي المتحركة بسبب مخاوف تتعلق بالصحة العامة. أُتيح للعدائين الذين جرى تحديد موعد مشاركتهم سابقًا المشاركة في ماراثون افتراضي بدلاً من السباق على أرض الواقع.

### 7 أغسطس
أعلن التوسيتش الأيرلندي ميشيل مارتن وضع مقاطعات كيلدير وليش وأوفالي تحت أول إغلاق إقليمي في أيرلندا لمدة أسبوعين بسبب ارتفاع حالات الإصابة بفيروس كورونا في تلك المقاطعات. نُصح السكان وفق القيود الجديدة بتجنب السفر إلا لأسباب ضرورية فقط والعمل من المنزل حيثما أمكن ذلك، وصدرت تعليمات للمطاعم والمقاهي بمنع تناول الطعام داخلها، واقتصرت التجمعات على خمسة عشر شخصًا في الهواء الطلق وستة أشخاص في الأماكن المغلقة. صدرت تعليمات أيضًا لإغلاق الكازينوهات ودور السينما والصالات الرياضية وحمامات السباحة والمسارح والمرافق الرياضية.
أمر رئيس الوزراء المالطي روبرت أبيلا بإعادة فرض قيود عدة للسيطرة على ارتفاع حالات فيروس كورونا في جميع أنحاء البلاد، مع إلزام الجميع بارتداء أقنعة الوجه في الأماكن العامة، وفرض غرامات تصل إلى خمسين يورو على مخالفي هذه القواعد والقيود. يُذكر أيضًا اقتصار التجمعات على 100 شخص في الأماكن المغلقة و300 شخص في الهواء الطلق، إضافةً إلى تقييد زيارات دور الرعاية.
قدّم المسؤولون في مطار فنوكوفو الدولي في العاصمة الروسية موسكو نظام اختبار كوفيد-19 السريع، إذ أمكن للمسافرين القادمين والمغادرين الدفع مقابل الحصول على اختبار كوفيد-19، وتلقي النتائج في غضون ساعة.
وضعت السلطات الإسبانية بلدية أراندا دي دويرو تحت قيود إغلاق جديدة لإبطاء انتشار فيروس كورونا، إذ مُنع السكان من مغادرة المنطقة ومُنع غير المقيمين من الدخول إليها.
توصلت السلطات السويسرية إلى اتفاق مع شركة موديرنا الأمريكية للتكنولوجيا الحيوية لتأمين 4.5 مليون جرعة من لقاح كوفيد-19 المحتمل والخاص بالشركة.
فرضت السلطات البريطانية إغلاقًا على مدينة بريستون بعد ارتفاع معدل الإصابة فيها، وتضمنت التدابير الجديدة منع لقاء الأفراد من أسر مختلفة في الأماكن المغلقة أو في الحدائق الخاصة.

### 8 أغسطس
فرضت السلطات في العاصمة الفرنسية باريس ارتداء أقنعة الوجه على روّاد الوجهات السياحية الشهيرة مثل المناطق القابعة على طول نهر السين وقناة سان مارتان وحي مونمارتر والأسواق المفتوحة بدءًا من 10 أغسطس لمدة شهر بسبب ارتفاع حالات الإصابة بفيروس كورونا في البلاد.
أضافت وزارة الخارجية الألمانية مقاطعات بلاغويفغراد ودوبريتش وفارنا البلغارية ومقاطعات أرغيس وبيهور وبوزاو ونيامتس وإيالوميتا وميهيدينشي وتيميش الرومانية إلى قائمة المناطق التي يُحتمل ارتفاع مستويات انتشار فيروس كورونا فيها إلى حد خطر، ليُفرَض على جميع المسافرين العائدين من تلك المناطق إجراء اختبار كوفيد-19.
كشف رئيس الوزراء الإيطالي جوزيبي كونتي عن حزمة حوافز اقتصادية بقيمة 25 مليار يورو، مُنح بموجبها مزايا ضريبية إضافية للمناطق الجنوبية الفقيرة، إلى جانب استئناف الرحلات السياحية البحرية بدءًا من 15 أغسطس، وتمديد فترة منح المدفوعات الشهرية الطارئة للأسر الضعيفة، وتخصيص 500 مليون يورو لمدفوعات العمل الإضافي للعاملين في مجال الرعاية الصحية.
أغلقت الحكومة الأوكرانية الحدود مع إقليم القرم المتنازع عليه لمدة ثلاثة أسابيع في محاولة لمنع انتشار فيروس كورونا؛ سُمح فقط لسكان القرم الحاملين للجنسية الأوكرانية بدخول شبه الجزيرة.

### 9 أغسطس
صرح رئيس الوزراء البريطاني بوريس جونسون أن إعادة فتح المدارس في إنجلترا بعد العطلة الصيفية في سبتمبر «واجب أخلاقي» و «أولوية وطنية»، بسبب تأثير جائحة كوفيد-19 على التعليم، مؤكدًا أن الوضع الحالي آمن بما يكفي لإعادة فتح مدارس البلاد.

### 11 أغسطس
وسعت وزارة الخارجية الألمانية نطاق تحذيراتها التي نصحت بإلغاء السفر غير الضروري إلى مناطق الحكم الذاتي الإسبانية في مدريد ومنطقة إقليم الباسك نتيجة ارتفاع أعداد الإصابات اليومية الجديدة، ما أدى بدوره إلى فرض الحجر الصحي لمدة 14 يومًا على جميع المسافرين العائدين من تلك المناطق.
أعلن الرئيس الروسي فلاديمير بوتين حصول لقاح كوفيد-19 الذي طوره علماء روس في مركز غاماليا الوطني لأبحاث علوم الأوبئة والأحياء الدقيقة في موسكو على موافقة منظمي قطاع العقاقير رغم عدم وصول التجارب السريرية على اللقاح إلى المرحلة الثالثة، ما أثار مخاوف دولية بشأن سلامة اللقاح الجديد. أعلنت السلطات الروسية إمكانية بدء حملة التطعيم الشامل في أكتوبر. تحدثت منظمة الصحة العالمية عن عدم وجود «دليل كاف» لتقييم سلامة اللقاح وفعاليته، وحثت الحكومة الروسية على مراجعة بيانات التجارب لضمان سلامة المرضى.
بدأت مدارس اسكتلندا بإعادة فتح أبوابها تدريجيًا بعد إغلاقها منذ مارس بسبب جائحة فيروس كورونا، مع توظيف الأسبوع الأول من الدراسة بمثابة أسبوع تعريفي؛ تمثّل الهدف المرجوّ في فتح جميع مدارس البلاد بحلول 17 أغسطس، وفقًا لتصريحات الوزيرة الأولى نيكولا ستارجن.

### 12 أغسطس
أمرت السلطات في العاصمة البلجيكية بروكسل جميع من تتجاوز أعمارهم 12 سنة بارتداء أقنعة الوجه ضمن الأماكن العامة، مع تكثيف عمليات التفتيش من قبل الشرطة لضمان التزام العامة بالإجراءات الجديدة.
أضافت وزارة الخارجية الألمانية إحدى عشرة منطقة في رومانيا، بما في ذلك العاصمة بوخارست، إلى قائمة المناطق التي يُحتمل ارتفاع معدلات انتقال فيروس كورونا فيها إلى مستويات غير آمنة، ليُلزم جميع المسافرين العائدين بالحجر الصحي لمدة 14 يومًا. في سياق متصل، ألغى وزير العمل الألماني هوبرتوس هايل زيارةً مقررةً في وقت لاحق من الأسبوع للقاء رئيس الوزراء الروماني لودوفيك أوربان وعدد من وزراء الحكومة.
طلب وزير الصحة الإيطالي روبرتو سبيرانزا من المسافرين القادمين من كرواتيا واليونان ومالطا وإسبانيا إجراء اختبار كوفيد-19 بعد ارتفاع عدد الحالات في تلك البلدان؛ أُضيفت كولومبيا أيضًا إلى قائمة البلدان التي يُحظر السفر إليها.
أعلنت رئيسة الوزراء النرويجية إرنا سولبرغ فرض الحجر الصحي الإلزامي لمدة 10 أيام على جميع المسافرين العائدين من قبرص وجزر فارو وأيسلندا ومالطا وهولندا وبولندا، إضافةً إلى العديد من مناطق الدنمارك والسويد، وذلك بدءًا من 15 أغسطس. نوهت سولبرغ أيضًا بضرورة تجنب المواطنين النرويجيين السفر الدولي غير الضروري قدر الإمكان.
أعلنت السلطات في أوزبكستان تخفيف قيود الإغلاق الخاصة بفيروس كورونا في 15 أغسطس بعد انخفاض معدلات الإصابة. تضمنت الإجراءات الجديدة السماح بإعادة فتح الشركات غير الأساسية مثل الفنادق وصالونات تصفيف الشعر، واستئناف الرحلات الجوية ورحلات السكك الحديدية الداخلية، والسماح للأشخاص بمغادرة منازلهم لأسباب غير ضرورية.

## ردود الأفعال والتدابير في جنوب وجنوب شرق آسيا

### 1 أغسطس
طُبق قرار من الحكومة الماليزية يُلزم المواطنين بارتداء أقنعة الوجه في الأماكن العامة ووسائل النقل العام. وفي ظل قانون السيطرة على الأمراض المُعدية والوقاية منها، سيواجه كل من ينتهك هذا القرار غرامةً تصل إلى 1000 رينغيت ماليزي، ما يُعادل 324 دولارًا أمريكيًا.
ألزمت هيئة الهجرة ونقاط التفتيش السنغافورية المواطنين الماليزيين والمقيمين الدائمين أصحاب رُخص العمل السنغافورية بالبقاء في المنزل لمدة سبعة أيام على الأقل مع الخضوع لمسحة اختبار كوفيد 19.

### 2 أغسطس
أُصيب أميت شاه، وزير الداخلية الهندي، إصابةً إيجابيةً بكوفيد 19، وحث بعد ذلك كل من خالطوه بالعزل الذاتي في المنزل.

### 3 أغسطس
صرح اتحاد منطقة حج شري رام جانمابومي، وهو اتحاد تأسس لإدارة تشييد معبد رام ماندير في أيوديا، أن التحضيرات ما زالت قائمةً لزيارة رئيس الوزراء الهندي، ناريندرا مودي، في يوم 5 أغسطس، بالرغم من تفاقم وضع فيروس كورونا المستجد في البلاد.
أعلنت شركة ووكهارت الهندية للمستحضرات الصيدلانية الحيوية عن وصولها لاتفاق مع الحكومة البريطانية لإمدادها بملايين الجرعات من العديد من لقاحات كوفيد 19 المختلفة؛ كشفت الشركة أيضًا عن حجزها للمرحلة النهائية من تصنيع اللقاحات باعتبارها جزءًا من الاتفاقية. ستُنفذ عمليات التصنيع في موقع شركة سي بي فارماسيوتيكالز، وهي شركة فرعية تابعة لشركة ووكهارت في مدينة ريكسام.

### 4 أغسطس
أعلنت السلطات الطبية الهندية عن بدء المرحلة الثانية من التجارب السريرية لاثنين من لقاحات كوفيد 19 المحتملة، والمطورة بواسطة شركة هارات بايوتيك للتقنية الحيوية وشركة كاديلا هيلثكير للأدوية على الترتيب.

### 6 أغسطس
أعلن الباحثون بجامعة بادجادجاران في مدينة باندونغ الإندونيسية عن بدء أول تجارب بشرية للقاح كوفيد 19 المحتمل في يوم 11 أغسطس، وستشمل هذه التجارب 1500 متطوع، وطُور هذا اللقاح بواسطة شراكة بين شركة الأدوية الحيوية الصينية سينوفاك بايوتيك وشركة تصنيع اللقاحات الإندونيسية بايو فارما.
أعلن وزير التخطيط الباكستاني أسد عمر عن تخفيف العديد من قيود فيروس كورونا المستجد عقب تناقص أعداد الإصابات الجديدة بالفيروس. سيُسمح للمطاعم، والمقاهي، ومدن الملاهي، وقاعات التمرين، والمسارح، ودور العرض بإعادة الفتح من يوم 10 أغسطس، وسيُعاد فتح قاعات الزفاف والمدارس من يوم 15 سبتمبر. ستُخفف القيود على وسائل النقل العام، ولكن سيظل عدد الركاب المسافرين محدودًا حتى شهر أكتوبر.

### 7 أغسطس
أعلن منتخب إنكلترا للكريكت عن تأجيل رحلة الهند الخاصة بفريق الكريكت الإنكليزي حتى عام 2021 بسبب ارتفاع أعداد حالات فيروس كورونا المستجد في الهند، مع إعلان السلطات هناك عن وصول العدد الكلي للحالات إلى أكثر من مليوني حالة حتى هذا اليوم.
حكمت إحدى المحاكم بمدينة مومباي الهندية أن الممثلين وطاقم العمل الذين تتخطى أعمارهم 65 عامًا سيُسمح لهم استئناف إنتاج أفلام بوليوود.

### 9 أغسطس
حثت الجمعية الطبية الهندية رئيس الوزراء الهندي ناريندرا مودي على تقديم الرعاية المناسبة للعاملين بقطاع الرعاية الصحية وعائلاتهم بعد الإبلاغ عن وفاة أكثر من 200 طبيب بسبب كوفيد 19.
أرسلت حكومة كوريا الشمالية مساعدات تضم طعامًا ومعدات طبيةً إلى مدينة كايسونغ، بالقرب من الحدود مع كوريا الجنوبية بعد فرض حالة الطوارئ في شهر يوليو بسبب مخاوف من حالة محتملة قادمة من الخارج، ولكن لم تؤكد السلطات ما إذا كان المريض المشتبه به مصابًا إيجابيًا بالمرض أم لا.  

### 10 أغسطس
نشرت جمعية الصليب الأحمر لجمهورية كوريا الشعبية الديمقراطية أكثر من 40 ألف متطوع لمساعدة المناطق الحضرية في كوريا الشمالية بجميع المقاطعات الكورية التسع، بما يشمل مدينة كايسونغ المغلقة؛ بغرض منع وقوع أي حالات تفشٍ للفيروس، بالإضافة إلى المساعدة في جهود الإغاثة من الفيضانات.

### 11 أغسطس
طبقات سلطات دولة بوتان أول إغلاق شامل على مستوى البلاد بسبب فيروس كورونا المستجد بعد تأكيد الإصابة الإيجابية بكوفيد 19 لأحد المسافرين العائدين إلى البلاد. أُمر المقيمون في بوتان ألا يخرجوا من منازلهم إلا في حالة وجود أسباب ضرورية فقط، وأُمرت المدارس والمكاتب بالإغلاق.

### 16 أغسطس
أكد وزير الصحة الماليزي نور هشام عبد الله رصد المعهد الماليزي للبحوث الطبية لطفرة من نوع D614G بعد اختبار ثلاث حالات من مجموعة حالات سيفاغانغا وحالة من مجموعة حالات أولو تيرام. تعتبر هذه الطفرة حاليًا النوع المهيمن من فيروس جائحة كوفيد 19.

### 28 أغسطس
أعلن رئيس الوزراء الماليزي محي الدين ياسين عن مد قيود أمر السيطرة على الحركة في مرحلة التعافي (RMCO) حتى يوم 31 ديسمبر 2020.

## ردود الأفعال والتدابير في منطقة غرب المحيط الهادئ

### 1 أغسطس
صرح حاكم محافظة أوكيناوا اليابانية ديني تاماكي بحالة الطوارئ في جميع أنحاء المحافظة عقب الارتفاع في أعداد الإصابات اليومية لفيروس كورونا المستجد وحذرت السلطات أنه من المحتمل أن تزدحم منشآت الرعاية الصحية. حثت السلطات المواطنين على تجنب السفر غير الضروري لمدة أسبوعين، ولكن لم يُفرض هذا الأمر بقوة القانون.
ألقت السلطات الكورية الجنوبية القبض على لي مان هي، قائد كنيسة شينشيونجي لليسوع بتهمة عرقلة جهود الحكومة الخاصة باحتواء جائحة كوفيد 19 في فبراير ومارس 2020.
كشفت السلطات في مدينة دا نانغ الفيتنامية عن خطط لتوفير اختبار كوفيد 19 لجميع مواطني المدينة البالغ عددهم 1.1 مليون نسمة بعد تفشٍ مؤخر حدث بسبب انتقال للعدوى محليًا هناك، وخُطط أن تزيد سعة الاختبار لتصل إلى عشرة آلاف اختبار في اليوم.

### 2 أغسطس
في أستراليا، أعلن دانيال أندروز، رئيس حكومة ولاية فيكتوريا، أن الولاية ستدخل في حالة الطوارئ من الساعة السادسة مساء يوم الأحد حسب التوقيت المحلي بعد 671 حالةً جديدةً أُبلغ عنها في هذا اليوم. ستدخل مدينة ملبورن في «المرحلة الرابعة» من قيود الإغلاق على السفر والأعمال التجارية، مع السماح لشخص واحد من كل أسرة بالخروج للتسوق يوميًا، بالإضافة إلى الطلب من المدارس أن تقدم دروسها عن بُعد. ستنتقل المناطق الإقليمية إلى «المرحلة الثالثة من القيود» مع السماح للمطاعم والمقاهي أن تقدم خدمة تحضير الطعام والمشروبات.
أرسلت اللجنة الصحية الوطنية بالصين فريقًا من المسؤولين إلى هونغ كونغ، التي تمر بموجة ثالثة من الإصابات، وذلك لإجراء عمليات اختبار موسعة لكوفيد 19.
أعلن رئيس الفلبين رودريغو دوتيرتي عن تشديد إغلاق منطقة مانيلا الكبرى، الخاص بفيروس كورونا المستجد، بشكل كبير من يوم 4 أغسطس عقب تصاعد أعداد الإصابات بالفيروس. سيرتقي الإغلاق القائم في المنطقة ليصبح «حجر صحي مُعزز مُعدل» حتى يوم 18 أغسطس على الأقل؛ وفي ظل هذه القيود الجديدة، سيُلزم المواطنون بالحركة فقط للأسباب الضرورية، مع تعليق كافة وسائل النقل العام، وإغلاق مصففي الشعر، وصالونات التجميل، وقاعات التمرين، ولكن يمكن أن تظل مراكز التسوق والمطاعم مفتوحةً مع خفض سعتها.

### 3 أغسطس
في يوم 3 أغسطس، أعلن رئيس حكومة فيكتوريا دانيال أندروز عن السماح للأسواق المركزية، ومتاجر البقالة، والصيدليات، ومحطات الوقود، والبنوك، ووكالات الأنباء، ومكاتب البريد، والأعمال التجارية الأخرى المتعلقة باستجابة الولاية للجائحة، أن تظل مفتوحةً، ولكن سيُغلق قطاع البيع بالتجزئة، بالإضافة إلى بعض الشركات التصنيعية والإدارية من منتصف الليل يوم 5 أغسطس. سيُسمح لأعمال تجهيز اللحوم، وأعمال التشييد أن تستمر في العمل مع خفض عدد الأفراد العاملين.
أعلنت هيئة الهجرة ونقاط التفتيش السنغافورية عن إلزام جميع المسافرين الذين سيصلون أو سيعودون إلى البلاد، بدءًا من يوم 11 أغسطس، بارتداء جهاز مراقبة إلكتروني للتأكد من امتثالهم لقوانين فيروس كورونا المستجد، وسينبه الجهاز السلطات عند وجود أي محاولات لمغادرة الحجر الصحي الإلزامي لمدة أسبوعين أو تغيير إعدادات الجهاز.

### 4 أغسطس
أعلن دانيال أندروز، رئيس حكومة فيكتوريا، أن الذين يخضعون للعزل الذاتي سيُسمح لهم بأداء التمارين داخل ممتلكاتهم الخاصة فقط. ستزور قوات الدفاع الأسترالية، بالإضافة إلى مسؤولين من وزارة الصحة والخدمات البشرية، المنازل للتأكد من امتثال الناس لأوامر العزل الذاتي، مع تغريم كل من ينتهك هذه الأوامر مبلغ 20 ألف دولار أسترالي.
مدت السلطات الأسترالية فترة إغلاق حديقة أولورو كاتا تجوتا الوطنية بسبب مخاوف السكان الأصليين من انتشار فيروس كورونا المستجد في المنطقة بواسطة الزوار، وذلك مع الاعتقاد السائد بأن السكان الأصليين أكثر عرضةً للإصابة بأعراض شديدة من المرض.
أُصدرت أوامر البقاء بالمنزل في جزيرة لوزون الفلبينية، بما يشمل عاصمتها مدينة مانيلا، عقب زيادة في أعداد حالات فيروس كورونا المستجد، وأخضع تطبيق هذه الأوامر 30 مليون شخص للإغلاق مرةً أخرى. سيُطبق الأمر لمدة أسبوعين، مع عدم السماح للمواطنين بالخروج من المنزل إلا في حالة الأسباب ضرورية بشكل صارم؛ أُمرت المطاعم أن تغلق جميع مناطق صالات تناول الطعام، وعُلقت جميع وسائل النقل العام على الجزيرة.
وافقت مراكز السيطرة على الأمراض في تايوان على استخدام عقار الديكساميثازون بشكل مؤقت لعلاج مرضى كوفيد 19 بسبب النقص العالمي في عقار ريمديسيفير.

### 5 أغسطس
أعلنت رئيسة الولاية الأسترالية كوينزلاند، أناستاشيا بالاشوك، عن إغلاق الحدود مع ولاية نيوساوث ويلز وإقليم العاصمة الأسترالية من يوم 8 أغسطس في محاولة لمنع انتشار فيروس كورونا المستجد.
في الصين، بدأت التجارب البشرية للقاح كوفيد 19 المحتمل، والذي طُور بواسطة شراكة بين الشركة الألمانية بايونتيك والشركة الصينية فوسون فارماسيوتيكال، على أكثر من 70 مشاركًا.
كشف الجهاز المركزي الإندونيسي للإحصاء انكماش الناتج المحلي الإجمالي لإندونيسيا بنسبة 5.3% خلال الربع الثاني من عام 2020، وهو أكبر تراجع في الحالة الاقتصادية الإندونيسية منذ الأزمة المالية الآسيوية لعام 1997.

### 6 أغسطس
دخلت مدينة ملبورن الأسترالية في إغلاق خاص بفيروس كورونا المستجد لمدة ستة أسابيع في محاولة للإبطاء من التزايد المتسارع في انتشار الفيروس. وفي ظل هذه القيود الجديدة، أُغلقت جميع الأعمال التجارية غير الضرورية وأُمر المواطنين بالبقاء في المنزل ما لم تكن الحركة لغرض ضروري.
أعلنت شركة تويوتا اليابانية لتصنيع السيارات عن ربحها في الربع المالي الأول من عام 2020، والذي وصل إلى 13.9 مليار ين بانخفاض في الأرباح بنسبة 98%، والذي كان بسبب آثار جائحة فيروس كورونا المستجد.
أعلن مديرو منجم أوكي تيدي في دولة بابوا غينيا الجديدة أن الشركة ستعلق عملياتها لمدة أسبوعين على الأقل بعد الإبلاغ عن عدد من الحالات بين موظفين بالشركة.
كشفت هيئة الإحصاء الفلبينية عن بيانات تبين انخفاض معدل النمو في الناتج المحلي الإجمالي للدولة بنسبة 16.5% خلال النصف الثاني من عام 2020، وهو أكبر انخفاض يحدث منذ بدء تسجيل هذه البيانات في عام 1981. وضع هذا الانخفاض الاقتصاد الفلبيني في حالة ركود رسميًا، وهي المرة الأولى التي يقع فيها الاقتصاد الفلبيني في حالة الركود على مر أكثر من ثلاثين عامًا.

### 7 أغسطس
أعلنت كاري لام، رئيسة هونغ كونغ التنفيذية، عن إتاحة الحصول على اختبارات كوفيد 19 مجانًا لجميع مواطني هونغ كونغ حسب رغبتهم، مُصرحةً عن بدء تنفيذ هذه الخطة خلال أسبوعين.

### 8 أغسطس
بدأ تطبيق إغلاق حدود ولاية كوينزلاند الأسترالية مع ولاية نيوساوث ويلز في الساعة الواحدة صباحًا حسب التوقيت المحلي. سيُرفض دخول جميع الزوار القادمين من نيوساوث ويلز إلا في بعض حالات الاستثناء النادرة. سيُلزم مواطنو الولاية العائدون إليها من الخارج أن يقضوا حجرًا صحيًا إلزاميًا في أحد الفنادق لمدة 14 يومًا.

### 10 أغسطس
صرح رئيس الوزراء الأسترالي، سكوت موريسون، أنه من المحتمل استمرار الإغلاق المفروض على الحدود الداخلية بالدولة حتى نهاية هذا العام.
أعلن عمدة العاصمة الفلبينية مانيلا، إيسكو مورينو، عن توزيع السلطات مليون قناع وجه على المواطنين في محاولة للإبطاء من انتشار فيروس كورونا المستجد في المدينة؛ وكُشف أيضًا عن تخصيص الحكومة مبلغ 200 مليون بيسو فلبيني بغرض تأمين الحصول على جرعات من اللقاحات المحتملة لكوفيد 19.

### 11 أغسطس
أعلنت رئيسة الوزراء النيوزيلندية جاسيندا أرديرن عن انتقال مدينة أوكلاند إلى حالة إغلاق إنذار المستوى الثالث، من بعد ظهر يوم الأربعاء حتى منتصف الليل يوم الجمعة، بعد اكتشاف أربع حالات جديدة ناتجة عن انتقال المرض بين أفراد المجتمع في المدينة. وفي ظل إنذار المستوى الثالث، سيُحث الناس على العمل من المنزل، باستثناء العاملين الأساسيين، وسيتحتم إغلاق معظم المدارس، والمنشآت العامة، والبارات، والمطاعم، والأعمال التجارية، بدءًا من الغد آنذاك. ستنتقل بقية الدولة إلى حالة إغلاق إنذار المستوى الثاني من بعد ظهر يوم الأربعاء حتى منتصف الليل يوم الجمعة.
أعلن رئيس وزراء بابوا غينيا الجديدة جيمس مارب عن خطط لتخفيف إغلاق الدولة بسبب فيروس كورونا المستجد بالرغم من تصاعد أعداد الحالات؛ وكُشف لاحقًا عن رفع الإغلاق المُطبق في عاصمة الدولة بورت مورسبي، خلال الأسبوعين الماضيين، في يوم 12 أغسطس.
مدح رئيس الفلبين رودريغو دوتيرتي جهود مطوري لقاح كوفيد 19 الذي وافقت عليه روسيا وصرح أن دولته ستكون على استعداد للتعاون مع الباحثين الروس في التجارب القادمة الخاصة باللقاح.

### 12 أغسطس
أبلغت شركة الطيران الوطنية لهونغ كونغ، كاثي باسيفيك، خسارتها لمبلغ 9.9 مليار دولار هونغ كونغ، ما يُعادل 1.3 مليار دولار أمريكي، خلال النصف الأول من عام 2020 كنتيجة مباشرة للقيود العالمية المُطبقة لاحتواء جائحة فيروس كورونا المستجد.
وفي نيوزيلندا، أُغلقت دور التمريض كافةً بشكل كامل في استجابة لاكتشاف أربع حالات انتقال للفيروس بين أفراد المجتمع في أوكلاند. وعلاوةً على ذلك، أُعلن أن الركاب المسافرين من وإلى أوكلاند سيُجبرون على ارتداء أقنعة الوجه، وأُعيد تطبيق التباعد الاجتماعي في العديد من المطارات بجميع أنحاء البلاد.

### 13 أغسطس
أغلقت جزر كوك حدودها الجوية لجميع المسافرين على أن يُطبق القرار بدءًا من منتصف الليل حسب التوقيت المحلي. ومن المتوقع أن يُراجَع القرار في يوم 17 أغسطس، قبل الرحلة الجوية التالية المُخطط لها من أوكلاند في يوم 21 أغسطس.

### 14 أغسطس
أُجل يوم فتح المدارس للسنة الدراسية الجديدة في الفلبين من يوم 24 أغسطس حتى يوم 5 أكتوبر في استجابة لتدابير الإغلاق الخاصة بفيروس كورونا المستجد في منطقة مانيلا الكبرى.
أعلنت رئيسة وزراء نيوزيلندا جاسيندا أرديرن أن قيود الإغلاق الحالية في نيوزيلندا ستُمد لمدة 12 يومًا حتى الساعة 11:59 مساء يوم 26 أغسطس حسب التوقيت المحلي. سيظل إقليم أوكلاند خاضعًا لإنذار المستوى الثالث بينما ستظل بقية الأقاليم بالدولة خاضعةً للمستوى الثاني خلال هذه الفترة. وعلاوةً على ذلك، أعلنت أرديرن عن تمديد نظام دعم الأجور بالدولة لحماية الأعمال التجارية والمهن في استجابة لحالات التفشي الجديدة.

### 16 أغسطس
انتقد وزير صحة نيوزيلندا كريس هيبكينز الناس بسبب استخدام وسائل التواصل الاجتماعي لنشر انتقادات شخصية على العائلة التي كانت في مركز إحدى حالات انتقال الفيروس المؤخرة بين أفراد المجتمع بالإضافة إلى نشر نظريات المؤامرة حول كوفيد 19.

### 17 أغسطس
أجلت رئيسة الوزراء النيوزيلندية جاسيندا أرديرن الانتخابات العامة للبلاد من يوم 19 سبتمبر حتى يوم 17 أكتوبر 2020 في استجابة لإعادة انتشار حالات انتقال الفيروس بين أفراد المجتمع. وعلاوةً على ذلك، تأجل حل البرلمان النيوزيلندي حتى يوم 6 سبتمبر.

### 20 أغسطس
هاجم وزير صحة نيوزيلندا كريس هيبكينز الشائعات التي دارت بين شعب الماوري ومجتمعات جزر المحيط الهادئ والتي تفيد بأن وزيرة الأطفال، أورانغا تاماريكي ستعمل على إبعاد الأطفال الذين لهم أقارب مصابون إيجابيًا بكوفيد 19.

### 24 أغسطس
أعلنت رئيسة وزراء نيوزيلندا جاسيندا أرديرن عن بقاء أوكلاند تحت حالة إغلاق المستوى الثالث حتى الساعة 11:59 مساء يوم 30 أغسطس، وبعدها ستنتقل المدينة وإقليم أوكلاند إلى حالة إغلاق المستوى الثاني. ستبقى بقية أقاليم الدولة تحت حالة إغلاق المستوى الثاني حتى يوم 6 سبتمبر. ومن يوم 30 أغسطس فصاعدًا، سيُلزم كل من يستخدم وسائل النقل العام بارتداء أقنعة الوجه.

### 26 أغسطس
أعلن وزير صحة نيوزيلندا كريس هيكبينز عن إلزام جميع مقدمي خدمة النقل العام، بما يشمل الحافلات، والقطارات، والعبَّارات، وخدمة مشاركة السيارات، ومشغلي القطارات بتوفير رموز تتبع كوفيد من نوع الاستجابة السريعة (QR) بدءًا من الساعة 11:59 مساء يوم 3 سبتمبر.

### 27 أغسطس
أعلن وزير صحة نيوزيلندا كريس هيكبينز عن إلزام كل من يتعدى عمره 12 عامًا بارتداء أقنعة الوجه في القطارات والطائرات من يوم 31 أغسطس. ومع ذلك، ستُمنح بعض الاستثناءات لأسباب متعلقة بالصحة، والإعاقة، والتطبيق العملي. سيواجه كل من ينتهك هذا القرار إشعارًا بالانتهاك مع دفع 300 دولار نيوزيلندي أو غرامةً قدرها 1000 دولار نيوزيلندي.

### 30 أغسطس
أكدت رئيسة وزراء نيوزيلندا جاسيندا أرديرن عن دخول مدينة أوكلاند، أكبر مدن الدولة، في حالة «إنذار المستوى 2.5» من الساعة 11:59 مساء يوم الأحد بينما ستظل بقية أنحاء الدولة تحت المستوى الثاني. وفي ظل المستوى 2.5، ستقتصر كافة التجمعات الاجتماعية على عشرة أشخاص فقط؛ وستكون الأقنعة إلزاميةً على جميع مواطني أوكلاند الذين يستخدمون وسائل النقل العام؛ وستعمل منشآت رعاية المسنين في ظل شروط صارمة.